# Лубурич, Векослав
Векослав Лубурич (хорв. Vjekoslav Luburić; 6 марта 1914, Хумац, Любушки, Австро-Венгрия — 20 апреля 1969, Каркахенте, Испания) — усташ, генерал вооружённых сил Независимого государства Хорватия, комендант лагеря смерти Ясеновац, лидер Крижарей.

## Биография

### Детство и юность
Родился 6 марта 1914 года (в некоторых источниках указана дата 20 июня 1913 года) в деревне Хумац. В Хумаце учился в начальной школе. После её окончания учился в средней школе города Широки Бриег. Зимой 1923 года его отца арестовали жандармы. В городе Требине его пытали, обливая на морозе холодной водой. Отец Лубурича в результате умер. Убийство отца представителями власти оказало влияние на мировоззрение Лубурича, на его отношение к властям. Вскоре Векослав стал приверженцем националистических идей, выступал с пятнадцати лет против политики властей и репрессий. За эти идеи его исключили из средней школы в Мостаре. После этого Лубурич устроился на работу служащим в фондовой бирже.
В январе 1929 года совершил попытку эмигрировать из страны, но был пойман при попытке пересечения границы и отправлен к матери (Лубурич на тот момент был несовершеннолетним). 5 декабря 1931 года за хищение средств из фондовой биржи был приговорён к пяти месяцам заключения. Лубурич проходил подготовку в лагере усташей Янка Пуста в Венгрии. В 30-е годы югославские власти казнили многих соратников и друзей Лубурича. Лагерь Янка Пуста был ликвидирован. После этого Лубурич работал простым рабочим на ферме недалеко от Будапешта.

### Вторая мировая война

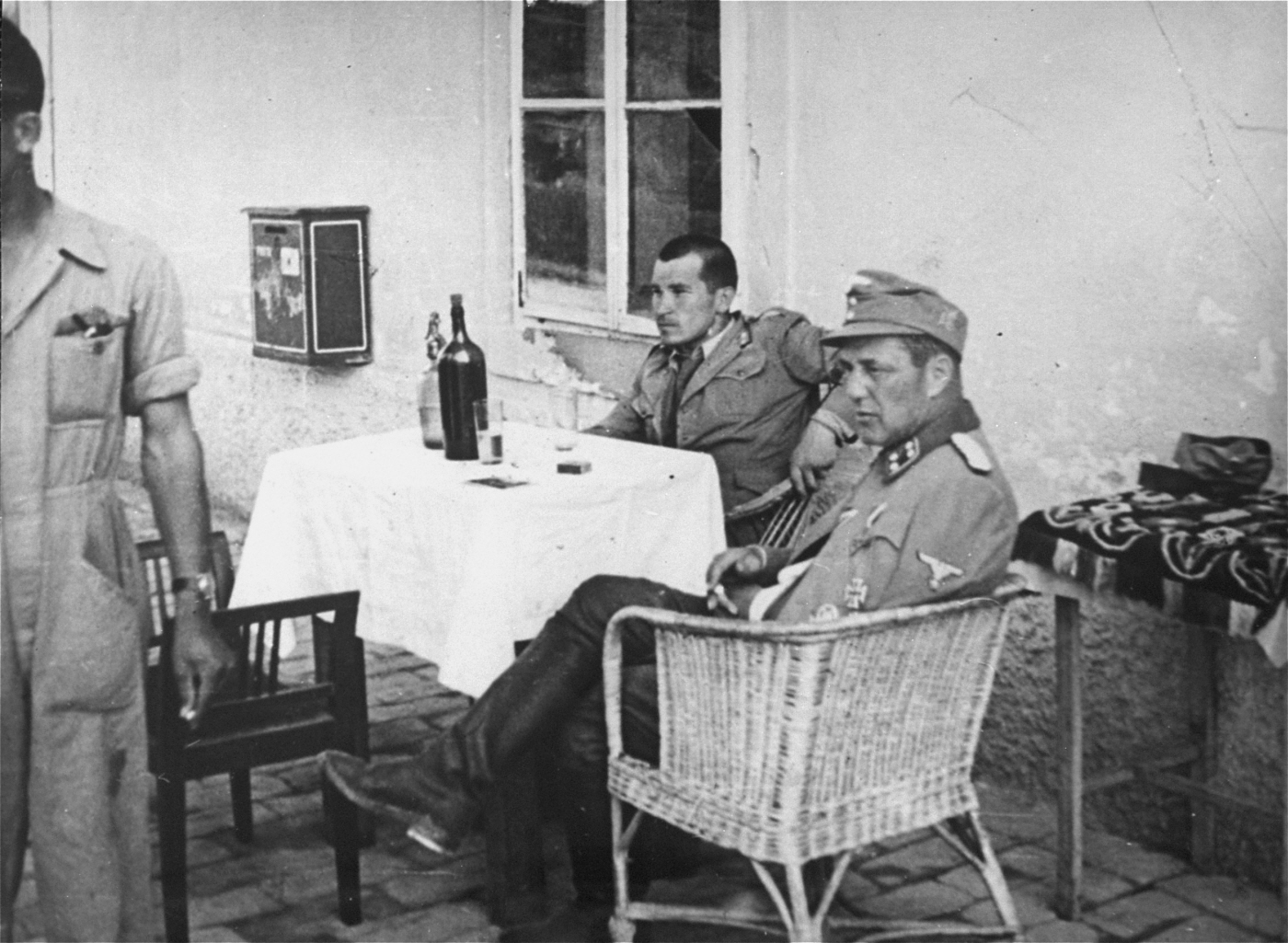
Лубурич и немецкие офицеры в лагере смерти Стара Градишка, июнь 1942 года

После создания 10 апреля 1941 года Независимого государства Хорватия Лубурич вернулся из эмиграции в середине апреля. Вначале он был помощником генерала Вьекослава Сервацы, а после работал с Мийо Бабичем. В июле 1941 года был назначен командиром подразделения Усташской обороны, в задачи которого входили охрана концлагерей и организация их работы. В августе 1941 года основал лагерь смерти Ясеновац, ездил в Германию на встречу с гестаповцами, которые дали советы по организации концлагерей. После возвращения из Германии Лубурич стал открывать новые лагеря смерти по немецким образцам. Усташский террор стал более масштабным.
В 1942 году получил звание майора и возглавил новое подразделение Усташской обороны, которое боролось с «внутренними врагами», четниками и партизанами. В лагере Ясеновац продолжались убийства и казни сербов, четников, партизан. В некоторых казнях Лубурич участвовал лично. За годы Второй мировой войны всего в лагере было уничтожено по разным оценкам от 70000 до более чем 700 000 человек. Лубурич пользовался неограниченным доверием Павелича.
Лубурич не стеснялся конфликтовать с немцами. В ноябре 1942 года в городе Травник взбунтовались домобраны. Немцы заключили многих домобранов под домашний арест и отправили в тюрьмы. Но Лубурич попросил поддержки Павелича, который оказал влияние на Эдмунда Глайсе фон Хорстенау, генерала вермахта, и домобранов выпустили.
Лубурич был ответственен за содержание Владко Мачека, лидера Хорватской крестьянской партии. Вначале Мачек содержался в Ясеноваце, но затем Лубурич перевёл его под домашний арест в доме в город Купинац вместе с матерью и двумя сёстрами.
В конце 1942 года Лубурич принимает под командование Усташскую оборонительную дружину. Её численность составляла 1500 человек, а к 1944 году возросла до более 7000. Лубурич провёл успешные операции в горах Псунь, Козара, Иван Планина, Посушье, городах Имотски и Баня-Лука, за что был награждён титулом витеца (рыцаря).
Летом 1943 года отправился в тюрьму Лепоглава под вымышленным именем Матея Бан. Все лагеря остались в его подчинении. В 1944 году из-за активных действий партизан он вернулся в Загреб. Там против него планировали переворот Младен Лоркович и Анте Вокич, которые были отправлены в Лепоглаву и казнены в мае 1945 года.
В октябре 1944 года Лубурич получает звание полковника.
В феврале 1945 года Павелич отдает Лубуричу приказ уничтожить пойманных участников Движения Сопротивления в Сараево. Было убито 323 человека.
В 1945 году генерал Лубурич командует 2-й хорватской дружиной, входящей в состав Хорватских вооружённых сил. Дружина состояла из трёх подразделений, которые защищали города Слунь, Петринья и Сисак. Потерпев крупное поражение, он отступил в Целе и Австрию. Лубурич отказался признать поражение, и начал вести партизанскую войну, взяв под командование Крижарей. Его отряд действовал в районе Плешевицы и горы Папук. После двух с половиной лет борьбы он получает сильное ранение. После тайного лечения Лубурич бежал в Венгрию и скрылся в Будапеште у друзей. Оттуда он отправился в Вену, затем в Инсбрук, откуда добрался до Парижа.

### В эмиграции
Опасаясь экстрадиции, в случае если будет раскрыта его личность (в 1944—1947 годах во Франции было несколько министров-коммунистов), Лубурич устроился рабочим на шахте, скрывая настоящее имя. Через несколько месяцев он поселился в Испании, в стране, которая не признавала Югославию, в стране, где можно рассчитывать на симпатии её лидеров, где уже многие хорваты начали новую жизнь. Лубуричу, после короткого пребывания в тюрьме Карабанчель, было предоставлено политическое убежище. Векослав выучил испанский язык, работал продавцом и птицеводом. Женился на испанской девушке, Изабелле Эрнаис (Hernaiz), которая родила ему четверых детей, которых назвали Домагой, Дрина, Векослав и Мирослава. В Испании он не скрывал свою личность, и занялся политической деятельностью. Он основал Хорватское национальное сопротивление, которое объединило хорватских эмигрантов Германии, Франции, США и Австралии. Основал свои печатные издания, Obrana и Drina, а после издавал журнал Drinapress. Переехав в Каркахент (40 км к югу от Валенсии), сотрудничал с небольшой типографией, которая напечатала его 60 книг и брошюр.
В эмиграции Лубурич отверг идеологический догматизм и не идеализировал свои прошлые действия, он сделал опору на объединение хорватов, призывал хорватов преодолеть все разногласия между собой, примирения всех политических сил Хорватии для борьбы с Югославией. Его движение поддерживали такие люди, как полковник Иван Стиера, Ибрахим Пирич-Пьянич, Степан Црниког, криминалист Жарко Зимата, поэт Энвер Мехмедагич, профессор Мирко Мехеза и историк Дабу Перанич. Лубурич был в хороших отношениях с францисканцами.
В последние годы жизни жил вместе со своим сыном, Домагоем, в Каркахенте. Развёлся с женой.

## Смерть
Будучи авторитетным человеком в среде эмигрантов, объединявшим людей, разочаровавшихся в коммунизме, Лубурич представлял опасность для югославских спецслужб. 20 апреля 1969 года Векослав Лубурич и его сын, Домагой, завтракали в компании Илии Станича, тайного агента югославских спецслужб, которому было дано задание сблизиться с Лубуричем и убить его. В 10 часов Домагой ушёл из дома, а около 11 часов Станич нанёс Лубуричу удар молотком по голове, пока тот был на кухне рядом с раковиной. Векослав упал на землю без сознания, а затем получил три ножевых ранения. Илия обернул тело в покрывало, перетащил в другую комнату и спрятал под кроватью. По заявлениям врачей, Лубурич умер всего через два часа. Убийца убрался на кухне и спокойно готовил обед. Тело Лубурича было впоследствии обнаружено утром 21 апреля. 22 апреля Лубурич был похоронен в мундире усташей.